# Große Synagoge (Tel Aviv)
Die Große Synagoge von Tel Aviv befindet sich in der Allenby Street 110, Tel Aviv, östlich des Shalomturms. Das Gebäude wurde 1922 von Jehuda Magidovitch entworfen und 1926 fertiggestellt. Es wurde 1970 mit einer neuen Außenfassade mit Bögen renoviert.
Früher befand sich diese Synagoge aschkenasischen Ritus im Zentrum von Little Tel Aviv, aber heute liegt das Gebäude im Herzen des Geschäfts- und Finanzzentrums. Die Abwanderung der Anwohner in den 1960er Jahren führte zu einer deutlichen Verringerung der Zahl der Gebetsteilnehmer in der Großen Synagoge, so dass das beeindruckende Gebäude heute nur noch von wenigen Gemeindemitgliedern genutzt wird, die an Feiertagen und zu besonderen Anlässen beten. In den letzten Jahren haben viele Persönlichkeiten des öffentlichen Lebens beschlossen, ihre jüdischen Hochzeitszeremonien in der Synagoge durchzuführen.

## Geschichte des Gebäudes
Seit 1912 war für Tel Aviv zunächst eine simultan aschkenasisch-sephardische Synagoge mit zwei Betsälen geplant, je einer für jeden der beiden Riten. 1913 wurde der Grundstein für die Errichtung der Synagoge in der Yehuda-Halevi-Straße gelegt. Der Bau wurde aus verschiedenen Gründen nicht durchgeführt, und 1914 führte das Komitee für die Synagoge einen offenen Architektenwettbewerb zur Planung der Großen Synagoge in der Allenby Street durch. Der Architekt Richard Michael gewann diesen Wettbewerb und entwickelte auch das Bauprogramm für die Synagoge weiter. Mit Ausbruch des Ersten Weltkriegs wurde der Deutsche Michael zur deutschen Armee eingezogen und zur Ausreise gezwungen, weshalb er die Baupläne für das Synagogengebäude nicht fertigstellte. Er wurde durch den ebenfalls deutschen Architekten Alexander Baerwald ersetzt, der auch der Bauplaner für das Techniongebäude in Haifa (1912), die Hebrew Reali School ebendort (1912) und andere private und kommunale Gebäude in Tel Aviv war. Doch der Erste Weltkrieg vereitelte die Umsetzung.
Nach den Pogromen 1921 gegen Juden in Jaffa gewährte die britische Mandatsverwaltung Jaffas Vorstadt Tel Aviv gemeinsam mit anderen meist von Juden bewohnten Stadtrandsiedlungen den Status einer Township mit gewisser Autonomie innerhalb des Stadtverbandes Jaffa. Das inzwischen gebildete zehnköpfige Projektkomitee zum Bau der Synagoge beschloss, statt zweier Betsäle lieber eine Große Synagoge aschkenasischen Ritus zu bauen. Der Townshiprat beschloss, den Bau durch eine Umlage auf alle Grundstückseigner zu finanzieren.
Als Tel Avivs sephardischer Oberrabbiner Ben Zion ʿUsi'el von den geänderten Plänen für die Große Synagoge erfuhr, beantragte er beim Tel Aviver Townshiprat, für den Bau einer sephardischen Synagoge eine vergleichbare Umlage zu genehmigen und einzuziehen. Der Rat lehnte ab und Tel Avivs stellvertretender Bürgermeister beschied ʿUsi'el, die aschkenasische Große Synagoge würde nach Fertigstellung ja allen offenstehen, ʿUsi'el würde sich dann schon in die Umstände einfinden. ʿUsi'el widersprach, doch ohne auf Entgegenkommen zu stoßen, und mobilisierte sephardische Grundeigentümer im Gebiet der Township, die Zahlung der Umlage für die aschkenasische Große Synagoge einzustellen. Daraufhin lenkte der Rat ein und gewährte einen Zuschuss für die sephardische Große Synagoge der Stadt.

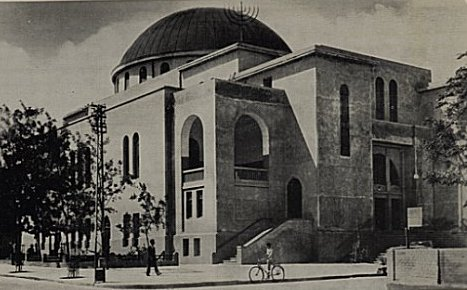
Die aschkenasische Synagoge um 1930

1924 wurde der Grundstein des Gebäudes in der Allenby Street nach den Plänen des Architekten Jehuda Magidovitch gelegt. Der Bau des Synagogengebäudes verzögerte sich aufgrund unzureichender finanzieller Mittel, bis Baron Edmond de Rothschild eine größere Summe spendete, durch die das Gebäude 1925 durch den Baumeister Samuel Nathan Wilson fortgeführt werden konnte. Die Kuppel des Gebäudes wurde von dem Ingenieur Arpad Geuthe geplant. Die fertiggestellte Synagoge wurde am 9. April 1930 feierlich eingeweiht.
Mit der Absicht, die Synagoge wiederzubeleben und an das damalige Umfeld anzupassen, wurde das Gebäude 1969 nach den Plänen des Architekten Arieh Elhanani, der dem Gebäude Bögen und Zementstützen hinzufügte und so das Gebäude in den Stil der Moderne verwandelte, grundlegend umgebaut. Ebenso wurden Änderungen an der Fassade des Gebäudes, der Möblierung, am Toraschrein und an der Beleuchtung vorgenommen.

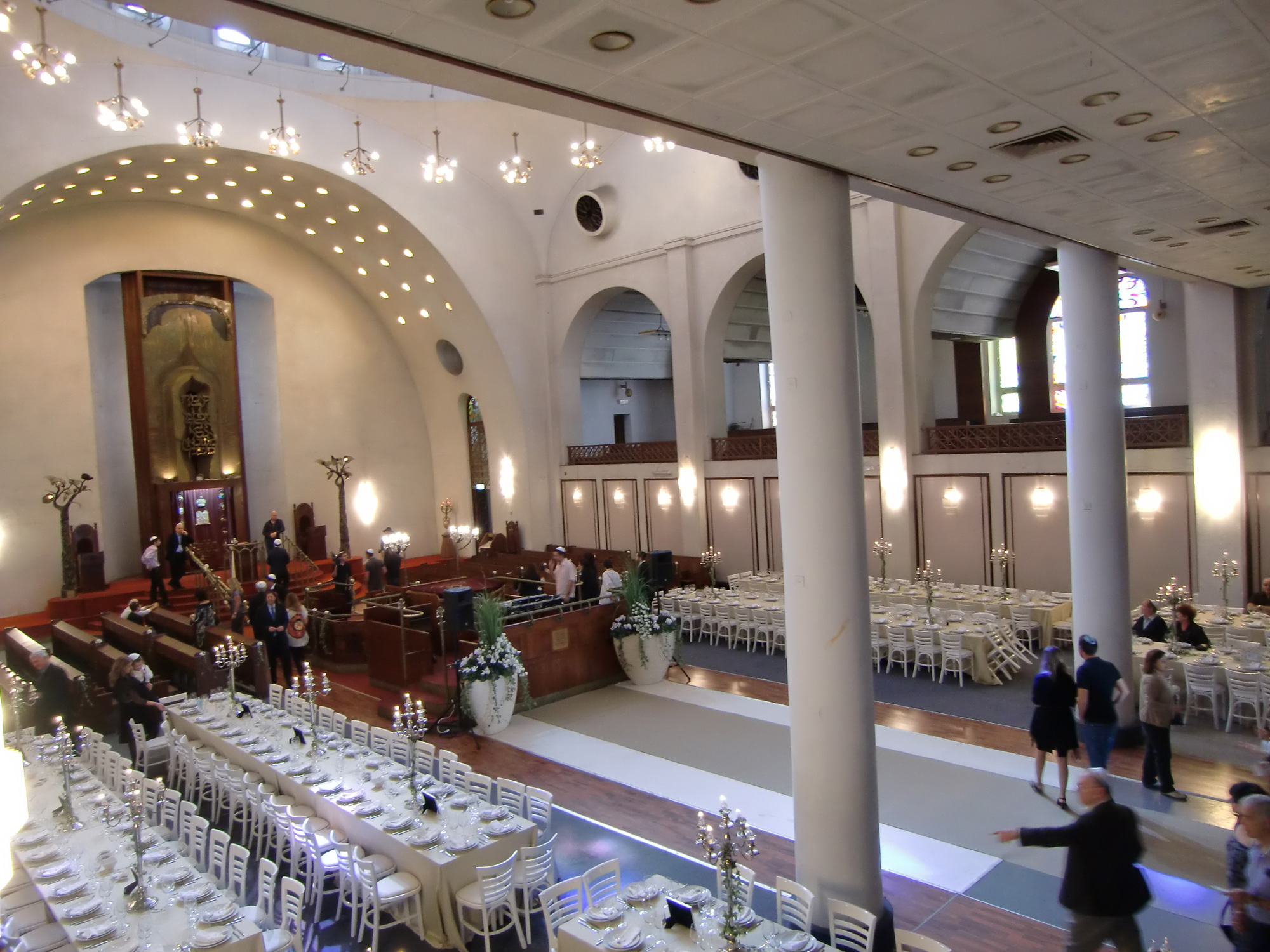
Die große Synagoge von innen

Das Gebäude verfügt über eine riesige Kuppel, aufwändige Beleuchtungskörper und prächtige Buntglasfenster. Die Glasfenster sind Repliken von Synagogenfenstern, die während des Holocausts in Europa zerstört worden waren.

## Die Umgebung des Gebäudes
Die Planung der Umgebung wurde Ende der 1930er Jahre vom Architekten Ze'ev Rechter durchgeführt. Rechter plante einen Platz im italienischen Stil, der die Nord- und Ostseite des Gebäudes umfasste. Der Platz hätte eine Reihe von Häusern, die durch ein Netz orientalischer Bögen verbunden worden wären und Platz für kommerzielle Geschäfte geboten hätten, umfassen sollen.
Dieser Plan wurde nur teilweise umgesetzt, und unter den geplanten Häusern wurde nur das Beit Manny wie geplant gebaut.

## Waffenlager
Nach dem Bombenangriff auf das King David Hotel 1946 fanden die britischen Behörden Waffen, die im Keller der Synagoge gelagert waren. Deshalb  wurde der Synagogenverwalter Eliezer Neuman verhaftet und von den Militärbehörden zu einer einjährigen Haftstrafe verurteilt.